# Mehdy Mary
Mehdy Mohamed Lakdar Mary (* 17. März 1980 in Gonesse) ist ein französischer Basketballtrainer und ehemaliger -spieler.

## Werdegang
Der Sohn einer aus Algerien stammenden Mutter und eines französischen Vaters wuchs im 14. Stadtbezirk von Paris auf. Sein Bruder, sein Vater, der beruflich als Schlachter tätig war, und seine Onkel betrieben Boxsport. Als Jugendlicher war Mary Mitglied der Basketballabteilung des Racing Clubs, kurzzeitig von Paris St. Germain wurde dann in den Nachwuchsleistungszentren in Toulouse und Roanne ausgebildet. Er spielte im Erwachsenenbereich bei Challans, Grenoble, Gries-Oberhoffen, zeitweilig in der zweithöchsten französischen Spielklasse, ProB, hauptsächlich aber in der dritt- (N1) und viertklassigen Liga (N2) des Landes. Zum Abschluss seiner Spielerlaufbahn stand er in der Saison 2005/06 in Diensten von Unicaja Coín (Reservemannschaft von Unicaja Málaga) in der vierthöchsten spanischen Liga EBA.

### Trainer
Erste Erfahrungen als Trainer sammelte er in seiner Zeit beim Basket Club Gries-Oberhoffen, als er dort im weiblichen Nachwuchsbereich tätig war. Er begann seine Laufbahn als hauptamtlicher Trainer 2006 bei Fribourg Olympic in der Schweiz. Dort war er Mitgründer der Nachwuchsakademie. Er arbeitete sieben Jahre für den Verein, neben seinen Aufgaben in der Jugendarbeit war Mary bei Fribourg Olympic Assistenztrainer der Profimannschaft, arbeitete dort mit Cheftrainer Damien Leyrolles zusammen und trug zu zwei Schweizer Meistertiteln bei. Mit Fribourg Olympics Nachwuchs sorgte er auf europäischer Ebene für Aufsehen, als er beim U18-Turnier der EuroLeague Cibona Zagreb und Montepaschi Siena bezwang.
Mary verließ die Schweiz 2013 und wechselte zu ASVEL Lyon-Villeurbanne. Bei dem französischen Erstligisten war er bis 2016 in der Jugendarbeit beschäftigt. Anschließend arbeitete er von 2016 bis 2018 im Nachwuchsbereich von Limoges CSP. Dort arbeitete er mit Duško Vujošević, dem damaligen Trainer der CSP-Profimannschaft, zusammen, der unter anderem für die Förderung junger Spieler bekannt ist. Im Sommer 2018 war Mary, der sich in Frankreich insbesondere einen Namen als Ausbilder von veranlagten Jugendspielern gemacht hatte, bei der NBA-Mannschaft Utah Jazz als Trainer tätig und war im selben Sommer Assistenztrainer bei Frankreichs U18-Nationalmannschaft, mit der er Bronze bei der Europameisterschaft holte.
Im Dezember 2018 wurde er vom Schweizer Nationalligisten Union Neuchâtel als Cheftrainer eingestellt. Er verließ Neuchâtel nach dem Ende der Saison 2019/20. Mary war Assistenztrainer der französischen U19-Nationalmannschaft, die im Sommer 2019 Dritter der Weltmeisterschaft wurde. Zur Saison 2019/20 wurde er Assistenztrainer des Spaniers Alfred Julbe bei Limoges CSP. Mitte Dezember 2019 wurde er in Limoges zum Cheftrainer befördert, nachdem zuvor Julbe entlassen worden war. Anfang Juli 2021 trennte sich Limoges von Mary, dessen Vertrag zu dem Zeitpunkt noch eine Laufzeit von einem Jahr enthielt. Im Sommer 2021 reiste er erneut in die Vereinigten Staaten und wurde für die Mannschaft Utah Jazz im Rahmen der NBA-Sommerliga tätig. Er arbeitete als Assistenztrainer der französischen U20-Nationalmannschaft, im Januar 2023 gehörte er zum Trainerstab einer in Paris durchgeführten Sichtungsveranstaltung der Basketball Africa League.
Mitte Dezember 2023 wurde Mary tunesischer Nationaltrainer.